# Bruine korenbout
De bruine korenbout (Libellula fulva) is een echte libel (Anisoptera) uit de familie van de korenbouten (Libellulidae). Het is een opvallende oranje of blauwe verschijning die in Nederland vrij zeldzaam is.
De wetenschappelijke naam van de soort werd in 1764 gepubliceerd door Otto Friedrich Müller.

## Kenmerken
De bruine korenbout is een vrij breed gebouwde libel, met een duidelijke donkere vlek op de basis van de achtervleugels en een zwart streepje op de basis van de voorvleugels. De aders in de donkere vlekken zijn opvallend oranje. De uiterste toppen van de vleugels hebben een vaag maar kenmerkend donker vlekje, vooral duidelijk bij de vrouwtjes. Bij de mannetjes is na het uitsluipen het achterlijf oranje, met een zwarte rugstreep die naar achter toe breder wordt. Uitgekleurde mannetjes zien er echter heel anders uit: alle oranje delen van kop, borststuk en achterlijf worden zwart en het achterlijf krijgt daar overheen een lichte blauwe berijping. De punt van het achterlijf blijft donker. De ogen verkleuren van bruin bij jonge mannetjes naar blauwgrijs bij oudere mannetjes. De donkere vleugeltopjes zijn bij uitgekleurde mannetjes soms niet zichtbaar. Mannetjes die nog niet erg oud zijn (maar al wel blauw berijpt), hebben nog opvallende oranje voorste vleugeladers, waardoor het hele dier een zeer kleurrijke indruk maakt. Vrouwtjes zijn gekleurd als jonge mannetjes: grotendeels oranje met een wigvormige zwarte streep op de rug van het achterlijf. Oude vrouwtjes verkleuren naar donkerbruin en de ogen worden grijzig. Heel soms komen vrouwtjes met blauwe berijping voor, die sterk op uitgekleurde mannetjes lijken. De lichaamslengte van volwassen dieren ligt tussen 42 en 45 millimeter.
De larve is 20–25 mm lang en 7 mm breed.

## Vliegtijd
De vliegtijd van de bruine korenbout is van eind april tot en met begin september, met een piek in mei en juni.

## Gedrag en voortplanting
De larven leven diep ingegraven in modder en bezinksel van langzaam stromende beken, riviertjes, zwakstromende sloten en in leemplassen; ze overwinteren twee keer. Uitsluipen gebeurt van eind april tot begin juni. Juveniele en jagende imago’s zijn meestal op beschutte, ruige plekken te vinden, zoals open rietlanden en ruigte langs bosranden. Geslachtsrijpe mannetjes vertonen territoriaal gedrag langs de waterkant, waarbij ze korte patrouillevluchten maken vanaf een uitkijkpost aan de waterkant (bijvoorbeeld een over het water hangende rietstengel). Andere mannetjes worden verjaagd, maar bij hoge dichtheden worden ze toleranter ten opzichte van elkaar. Passerende vrouwtjes worden direct benaderd voor de paring. Eitjes worden door het vrouwtje los in het water afgezet, op de overgang van open water naar oevervegetatie. De vrouwtjes worden hierbij meestal niet door het mannetje begeleid.

## Habitat
De habitat van de bruine korenbout bestaat uit laagveenmoerassen, plassen, kanalen en brede sloten, met een goed ontwikkelde oevervegetatie, meestal met riet. De wateren zijn meso- tot eutroof, zwak zuur tot zwak basisch en enigszins beschut. De soort is opvallend tolerant ten aanzien van voedselrijkdom, maar te rijk water wordt gemeden. De hoogste aantallen komen voor op de zandgronden, met name bij kanalen met veel riet (Phragmites australis). Ook komen vrij grote populaties voor in laagveengebieden met kwelwater. Verder leeft hij in oude zandafgravingen, zandige halfopen bosplassen, voedselrijke vijvers in stedelijke omgeving en sloten langs spoorlijnen. Sinds 1999/2000 blijkt dat de Bruine korenbout zich ook thuis voelt in de uiterwaarden.

## Verspreidingsgebied
Het verspreidingsgebied van de bruine korenbout loopt oostelijk tot aan de Kaspische Zee. De soort komt niet voor in Afrika. In de meeste Europese landen komt hij wel voor, maar vaak slechts lokaal. De soort komt niet voor in Noorwegen, Ierland en Schotland. Zwaartepunten van de verspreiding in Nederland zijn de laagveengebieden van Overijssel en Friesland, het Vechtplassengebied, het rivierengebied en de kanalen op de grens van Noord-Brabant en Limburg. Verder komt de soort nog verspreid op verschillende locaties voor.

## Verwante en gelijkende soorten
Verwarring is mogelijk met de platbuik, de gewone oeverlibel en eventueel de viervlek. Uitgekleurde mannetjes van de gewone oeverlibel (Orthetrum cancellatum) lijken op het eerste gezicht sterk op uitgekleurde mannetjes bruine korenbout, vanwege het blauwberijpte achterlijf met zwarte punt. Gewone oeverlibellen hebben echter geen zwarte vlekken in de vleugelbasis, geen zwarte vleugeltoppen en minder blauwe ogen. De zwarte achterlijfspunt bij mannelijke oeverlibellen is uitgebreider dan bij de bruine korenbout en vaak zijn nog gele vlekjes langs de segmentranden zichtbaar. Vrouwelijke gewone oeverlibellen hebben een gele grondkleur en een dubbele streep op het achterlijf. Platbuiken (Libellula depressa) zijn na het uitsluipen eveneens grotendeels oranje, en mannetjes krijgen een vergelijkbare blauwe berijping. De gele zomen langs de segmentranden van de platbuik zijn bij de bruine korenbout echter afwezig. Uitgekleurde mannetjes hebben geen zwarte punt aan het achterlijf en geen blauwgrijze ogen. Vrouwtjes en jonge mannetjes missen de wigvormige zwarte streep op het achterlijf. Bovendien zijn platbuiken breder gebouwd en hebben ze geen donkere vleugeltopjes. Viervlekken (Libellula quadrimaculata) hebben een vergelijkbare bouw en een vergelijkbare oranje tot bruine achterlijfskleur als vrouwtjes van de bruine korenbout. Het kleurpatroon in de vleugels en op het achterlijf is echter beduidend anders.
Ook in het larvestadium is verwarring mogelijk met de viervlek en de platbuik. Deze soorten hebben echter geen rugdoorn op segment 9 en de overige doornen zijn kleiner. Ook is er verwarring mogelijk met de oeverlibellen maar deze hebben geen rugdoorn op segment 7.

## Bedreigingen en bescherming
De bruine korenbout staat op de Rode Lijst van de IUCN als niet bedreigd, beoordelingsjaar 2013. Op de Nederlandse Rode Lijst (2004) gold de soort nog als kwetsbaar, maar op de lijst van 2015 komt de bruine korenbout niet meer voor.